# Мунаше Гарананга
Муна́ше Пі́тер Гарана́нга (англ. Munashe Peter Garananga; нар. 18 січня 2001, Хараре) — зімбабвійський футболіст, захисник данського клубу «Копенгаген» і збірної Зімбабве.

## Клубна кар'єра
Почав займатися футболом в Академії принца Едварда, а 2016 року приєднався до академії клубу «Убунту Кейптаун».
В лютому 2022 року підписав дворічний контракт з білоруським клубом «Динамо-Берестя». 6 березня 2022 року дебютував за клуб в матчі чвертьфіналу Кубка Білорусі проти «Вітебська». У білоруській Вищій лізі дебютував 19 березня 2022 року в поєдинку проти солігорського «Шахтаря». 2 квітня 2022 року в матчі проти «Іслочі» забив свій перший гол за «Динамо-Берестя». Всього в дебютному сезоні провів за клуб 24 поєдинки, в яких забив 2 м'ячі.
13 січня 2023 року перейшов в молдовський клуб «Шериф». 16 лютого 2023 року дебютував за нову команду в матчі плей-оф Ліги конференцій УЄФА проти сербського «Партизана», вийшовши в стартовому складі. 13 березня 2023 року в поєдинку проти «Бєльців» дебютував в молдовській Суперлізі. Разом з клубом став переможцем молдовської Суперліги. Також з командою став володарем Кубка Молдови, у фіналі 28 травня 2023 року в серії пенальті здолавши клуб «Бєльці».
12 липня 2023 року дебютував в Лізі чемпіонів УЄФА в матчі першого кваліфікаційного раунду проти румунського «Фарула». 1 листопада 2023 року в поєдинку Кубка Молдови проти клубу ФКМ Унгень оформив дубль.
1 лютого 2024 року підписав трирічний контракт з бельгійським «Мехеленом». 4 лютого дебютував за «Мехелен», вийшовши на заміну Сенді Волшу в матчі Ліги Жупіле проти «Ейпена». Всього в сезоні 2023–24 провів за «Мехелен» 16 поєдинків в Лізі Жупіле.
9 липня 2024 року перейшов в данський клуб «Копенгаген», підписавши чотирирічний контракт. Сума трансферу становила близько 30 млн крон. 22 липня дебютував за «Копенгаген» у матчі данської Суперліги проти «Люнгбю». В своєму дебютному сезоні допоміг «Копенгагену» зробити «золотий» дубль: виграти Суперлігу та здобути Кубок Данії.

## Кар'єра в збірній
Виступав за молодіжні збірні Зімбавбе до 20 і до 23 років.
У листопаді 2023 року вперше викликаний до збірної Зімбабве головним тренером для участі в матчах відбіркового турніру до чемпіонату світу 2026 проти збірних Руанди та Нігерії. 19 листопада дебютував за збірну в поєдинку з Нігерією, замінивши Прінса Дубе.

## Статистика виступів

### Клубна статистика
Станом на 15 серпня 2025
| Клуб              | Сезон             | Чемпіонат         | Чемпіонат | Чемпіонат | Кубок | Кубок | Єврокубки | Єврокубки | Інші  | Інші | Всього | Всього |
| Клуб              | Сезон             | Дивізіон          | Матчі     | Голи      | Матчі | Голи  | Матчі     | Голи      | Матчі | Голи | Матчі  | Голи   |
| ----------------- | ----------------- | ----------------- | --------- | --------- | ----- | ----- | --------- | --------- | ----- | ---- | ------ | ------ |
| Динамо-Берестя    | 2022              | Вища ліга         | 24        | 2         | 2     | 0     | –         | –         | –     | –    | 26     | 2      |
| Динамо-Берестя    | 2023              | Вища ліга         | 0         | 0         | 2     | 0     | 0         | 0         | —     | —    | 2      | 0      |
| Динамо-Берестя    | Всього            | Всього            | 24        | 2         | 4     | 0     | 0         | 0         | 0     | 0    | 28     | 2      |
| Шериф             | 2022–23           | Суперліга         | 5         | 0         | 5     | 0     | 4         | 0         | –     | –    | 14     | 0      |
| Шериф             | 2023–24           | Суперліга         | 9         | 0         | 1     | 2     | 14        | 0         | 0     | 0    | 24     | 2      |
| Шериф             | Всього            | Всього            | 14        | 0         | 6     | 2     | 18        | 0         | 0     | 0    | 38     | 2      |
| Мехелен           | 2023–24           | Про-ліга          | 16        | 0         | 0     | 0     | –         | –         | –     | –    | 16     | 0      |
| Копенгаген        | 2024–25           | Суперліга         | 11        | 0         | 6     | 0     | 4         | 0         | 0     | 0    | 21     | 0      |
| Копенгаген        | 2025–26           | Суперліга         | 1         | 0         | 0     | 0     | 2         | 0         | 0     | 0    | 3      | 0      |
| Копенгаген        | Всього            | Всього            | 12        | 0         | 6     | 0     | 6         | 0         | 0     | 0    | 24     | 0      |
| Всього за кар'єру | Всього за кар'єру | Всього за кар'єру | 66        | 2         | 16    | 2     | 24        | 0         | 0     | 0    | 106    | 4      |

1. 1 2  Матчі в Лізі конференцій УЄФА
2. ↑  4 матчів в Лізі чемпіонів УЄФА, 10 матчів в Лізі Європи УЄФА
3. ↑  Матчі в Лізі чемпіонів УЄФА

### Міжнародна статистика
Станом на 25 березня 2025 
| Збірна            | Сезон             | Товариські | Товариські | Офіційні | Офіційні | Всього | Всього |
| Збірна            | Сезон             | Матчі      | Голи       | Матчі    | Голи     | Матчі  | Голи   |
| ----------------- | ----------------- | ---------- | ---------- | -------- | -------- | ------ | ------ |
| Зімбабве          |                   |            |            |          |          |        |        |
| 2023              | 0                 | 0          | 1          | 0        | 1        | 0      |        |
| 2024              | 2                 | 0          | 5          | 0        | 7        | 0      |        |
| 2025              | 0                 | 0          | 2          | 0        | 2        | 0      |        |
| Всього за кар'єру | Всього за кар'єру | 2          | 0          | 8        | 0        | 10     | 0      |

### Матчі за збірну
Станом на 25 березня 2025 
| Матчі Мунаше Гарананги за збірну Зімбабве | Матчі Мунаше Гарананги за збірну Зімбабве | Матчі Мунаше Гарананги за збірну Зімбабве | Матчі Мунаше Гарананги за збірну Зімбабве | Матчі Мунаше Гарананги за збірну Зімбабве | Матчі Мунаше Гарананги за збірну Зімбабве | Матчі Мунаше Гарананги за збірну Зімбабве | Матчі Мунаше Гарананги за збірну Зімбабве |
| №                                         | Дата                                      | Суперник                                  | Рахунок                                   | Голи                                      | Картки                                    | Хвилини                                   | Змагання                                  |
| ----------------------------------------- | ----------------------------------------- | ----------------------------------------- | ----------------------------------------- | ----------------------------------------- | ----------------------------------------- | ----------------------------------------- | ----------------------------------------- |
| 1                                         | 19 листопада 2023                         | Нігерія                                   | 1–1                                       |                                           |                                           | 20'                                       | Відбіркові матчі ЧС-2026                  |
| 2                                         | 23 березня 2024                           | Замбія                                    | 2–2 (пен. 6-5)                            |                                           |                                           | 90'                                       | Товариський матч                          |
| 3                                         | 26 березня 2024                           | Кенія                                     | 1–3                                       |                                           |                                           | 90'                                       | Товариський матч                          |
| 4                                         | 11 червня 2024                            | ПАР                                       | 1–3                                       |                                           |                                           | 90'                                       | Відбіркові матчі ЧС-2026                  |
| 5                                         | 6 вересня 2024                            | Кенія                                     | 0–0                                       |                                           |                                           | 90'                                       | Відбіркові матчі КАН-2025                 |
| 6                                         | 10 вересня 2024                           | Камерун                                   | 0–0                                       |                                           |                                           | 90'                                       | Відбіркові матчі КАН-2025                 |
| 7                                         | 15 листопада 2024                         | Кенія                                     | 1–1                                       |                                           | 35'                                       | 90'                                       | Відбіркові матчі КАН-2025                 |
| 8                                         | 19 листопада 2024                         | Камерун                                   | 1–2                                       |                                           |                                           | 90'                                       | Відбіркові матчі КАН-2025                 |
| 9                                         | 20 березня 2025                           | Бенін                                     | 2–2                                       |                                           |                                           | 90'                                       | Відбіркові матчі ЧС-2026                  |
| 10                                        | 25 березня 2025                           | Нігерія                                   | 1–1                                       |                                           |                                           | 90'                                       | Відбіркові матчі ЧС-2026                  |

Всього: 10 матчів / 0 голів; 1 перемога, 6 нічиїх, 3 поразки.

## Досягнення
«Шериф»
- Чемпіон Молдови: 2022–23[27]
- Володар Кубка Молдови: 2022–23[28]

«Копенгаген»
- Чемпіон Данії: 2024–25[29]
- Володар Кубка Данії: 2024–25[30]